# Torrent Gros (Mallorca)
|  | Per a altres significats, vegeu «Torrent Gros (desambiguació)». |

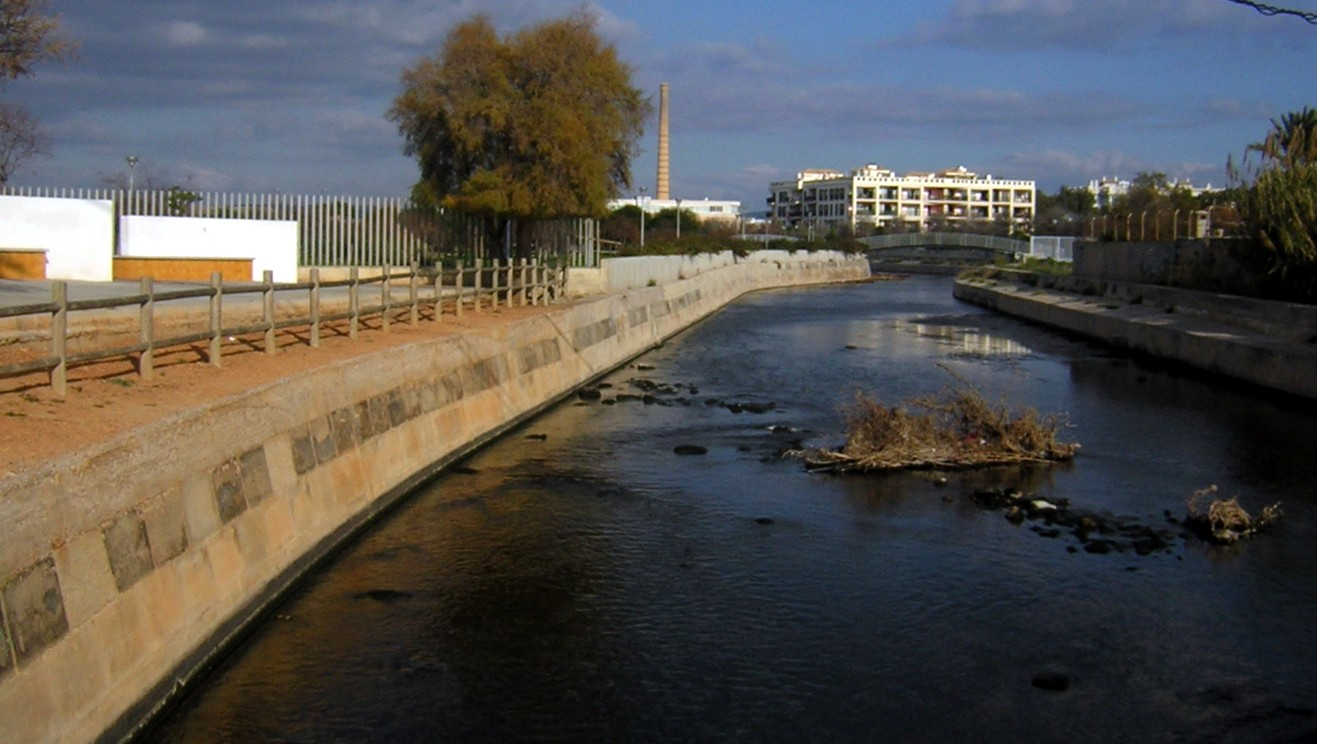
El torrent Gros a Ciutat Jardí

El torrent Gros és un torrent de Mallorca que neix de la unió del torrent d'Esporles i del torrent de Bunyola prop de Son Sardina, ja dins el terme municipal de Palma. Una part del seu curs fa de partió entre els municipis de Palma i de Marratxí.
A l'altura del Pont d'Inca, hi aflueix el torrent de Coanegra. Desemboca a la platja de Ciutat Jardí al barri d'el Coll d'en Rabassa, a la badia de Palma. Té un trajecte total de 23,55 quilòmetres i una conca hidrogràfica de 208 km², una de les més extenses de l'illa.

## Topònim
El topònim del Torrent Gros (popularment es Torrent Gros) és descriptiu i fa referència a la grandària del torrent. Per altra banda, sembla que hi ha documentats dos antics topònims, de l'època de la Conquista. El primer prové de l'àrab الْوَادِي (al-wadi) 'vall fluvial, riu', i està documentat en el Liber Maiolichinus amb la forma Luidis (per imala, wa esdevé wi) i en el text àrab del Repartiment amb la forma al-Wadi Aquadolj, amb una forma híbrida romanç o bé amb una glossa corrompuda en romanç. La segona prové de l'àrab الْأَوْرَاد (al-awrad) 'abeuradors', i és documentat en el Llibre del Repartiment amb la forma Aloreet amb l'afegitó de aqua dolchi, la qual no es pot precisar si es tracta d'una descripció, d'una traducció de l'anterior Aquadolj o d'una llatinització d'aquest mateix Aquadolj. El topònim Aloreet és segur que es refereix al Torrent Gros, atès que se'n precisa el trajecte i el naixement (a la zona de Canet), mentre que el de Luidis / al-Wadi és insegur i també podria ser referit al Torrent d'en Barberà.

## Geologia
D'un punt de vista geològic, el Torrent Gros, neix en les elevacions de l'orogènia alpina de la Serra de Tramuntana, recorre el solc de farciment sedimentari del Raiguer i desaigua a la plana sedimentària de la Badia de Palma.
En la conca inicial, el torrent discorre entre còdols compactats (conglomerats) que es troben sobre l'estrat calcari Juràssic, que pot apreciar-se en les dues zones de naixement i que estan fortament carstificats. I a la conca central i final, es poden apreciar perfectament com s'ha obert pas a través dels materials sedimentaris quaternaris, amb una capa superior de terres marrons, sota les quals hi ha una capa de conglomerat que aflora amb una potència mínima de 5 m.
El buc té dues edats de formació: el buc alt es va formar després d'emergir la Serra de Tramuntana durant el post-Burdigaliense (fa menys de 15 Ma.); mentre que el curs baix que recorre el Raiguer i la Conca de Palma, es va formar posteriorment després d'acabar la transgressió marina de Tortonià (fa menys d'11 Ma.). Però va acabar de perfilar en els últims 250.000 anys durant les èpoques glacials i interglacials, que van ser conseqüència de les variacions del nivell de la mar del Pliocè i el Quaternari. En algunes èpoques el buc s'estendria diversos quilòmetres en el que avui és la badia de Palma, durant fases regressives.
En algunes èpoques més plujoses el cabal del torrent va ser continu, és a dir, era un riu que va derivar en el torrent que avui coneixem, sobre el buc d'un paleoriu.

## Hidrologia
El buc pot arribar a tenir 10 m d'ample per 5 m de fondada, en els conglomerats, cosa que fa pensar en cabals temporals bastant superiors als que poden ocórrer en l'actualitat. Tot i el baix pendent del tros final del buc, actualment s'assoleixen cabals mitjans de 20 m³/s. Però pels solcs que podem observar en els conglomerats, es pot deduir que en alguns moments s'ha arribat a cabals de més de 200 m³/s. El buc final és molt més ample, mentre que l'inicial és molt més profund, la qual cosa s'explica naturalment a causa de la diferència de desnivell i els distints materials per on transcorre.
És curiós de destacar, que normalment, no comença a tenir un cabal significatiu els dies de pluja en el seu curs mitjà, sinó un o alguns dies després, pel fet que el major nivell de precipitació es dona a la Serra de Tramuntana, i aquest desfasament és el temps que les aigües triguen a arribar al seu curs mitjà.
• Fauna •
El sistema hídric de torrents i aqüífers de les Illes Balears formen un ecosistema únic d'una riquesa d'un valor ecològic incalculable tant en fauna com en flora.
En alguns punts dels torrents, als gorgs on hi ha aigua estancada tot l'any es poden trobar una gran varietat de fauna i flora endèmiques úniques.
Desde el ferreret,la segona granota més petita del món,
fa uns 4 cms i esta en
perill d'extinció.
Pasant per una població important d'anguiles també en perill d'extinció.
Hi podem trobar també Gallinetes d'aigua •Gallinula Chloporus•
També trobam les tortugues mediterrànies •Testudo hermanni• entre moltíssims animals més.
Per a conservar el ferreret hem controlar una altra espècie depredadora: la culebra d'aigua.
Els ferrerets són granotes endèmiques de la Serra de Tramuntanam, se tracta d'una espécie pròpia i exclusiva de l'illa, que no esta present en cap altre part del món.
Els ferrerets son insectívors com els dragons i les sargantanes,també s'alimenten de troços d'algues i altres materies orgániques.

Durant molt de temps se pensava que era una espècie en extinció ja que havia desaparegut per complet. Fins que al 1980 varen trobar exemplars de Ferrerets vius a Mallorca, a la Serra de Tramuntana. Demostra la fragilitat d'aquest ecosistema. L'hem de cuidar com es mereix es la font de la vida.

## Flora
No trobem arbres de ribera en el seu curs, tal com sí que passa al costat dels torrents de la Serra de Tramuntana, a causa de les llargues estacions seques i caloroses, en aquesta zona de Mallorca.

## Antropisme
Es poden trobar construccions antròpiques al llarg del curs del Torrent Gros, com ponts de marès i molins de vent que confirmen que en èpoques antigues hi va haver un ús agrícola del torrent i que el cabal i l'estacionalitat van ser més grans. Són construccions que coincideixen amb la Petita Edat del Gel, i amb les seves puntes en els segles xviii i xix.